# Чаба Надь
Чаба Надь (рум. Csaba Nagy, угор. Nagy Csaba; 24 серпня 1984, м. Гергені, Румунія) — румунський хокеїст, захисник. Виступає за ХК «Брашов» в Інтерлізі. 
За походженням угорець. Виступав за «Уйпешт», «Проджим Георгені», «Брашов».
У складі національної збірної Румунії учасник чемпіонатів світу 2009 (дивізіон I) і 2010 (дивізіон II). У складі молодіжної збірної Румунії учасник чемпіонату світу 2004 (дивізіон I).